# August Wörle

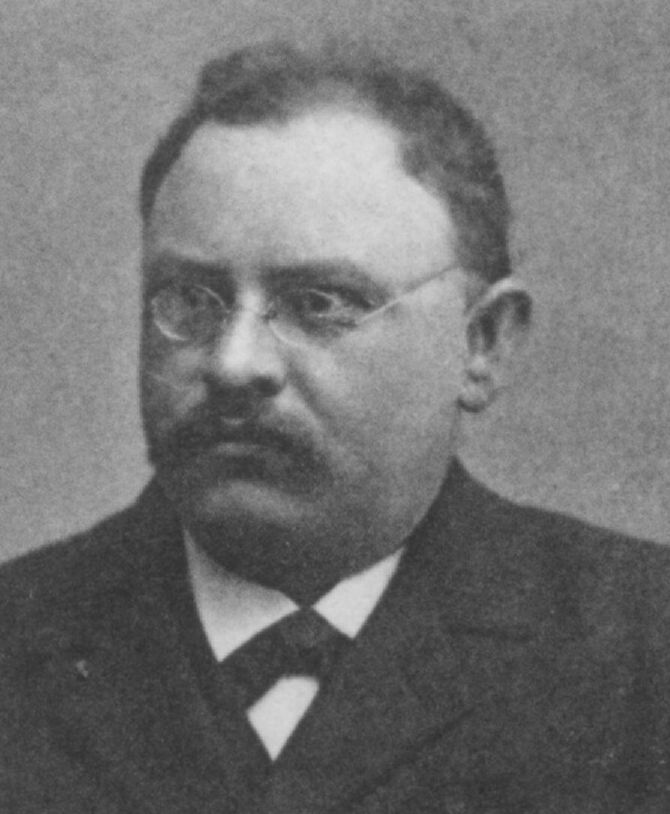
August Wörle als Reichstagsabgeordneter 1912

August Georg Wörle (* 3. August 1860 in Oettingen; † 19. Januar 1920 in Augsburg) war Lehrer und Mitglied des Deutschen Reichstags.

## Leben
Wörle besuchte die Volksschule und Lateinschule in Nördlingen, die Präparandenschule in Wallerstein und das Lehrerseminar in Lauingen. Danach war er Hilfslehrer in Mertingen und Krumbach, Verweser in Unterelchingen und Pfersee (1881) sowie Volksschullehrer in Pfersee seit 1885. Den Titel eines Oberlehrers führte er seit 1901. 
Mitglied der Bayerischen Kammer der Abgeordneten war er seit 1893, III. Schriftführer seit 1904 und I. Schriftführer von 1905 bis 1911. Gemeindebevollmächtigter war er seit 1911 und Mitglied der Landesschulkommission seit 1906. 
Von 1898 bis 1903 und von 1912 bis 1918 war er Mitglied des Deutschen Reichstags für den Wahlkreis Schwaben 1 (Augsburg, Wertingen) und die Deutsche Zentrumspartei.

## Auszeichnungen
- Ritter des päpstlichen Gregoriusordens
- Päpstliche Verdienstmedaille Benemerenti
- Verdienstorden vom Heiligen Michael IV. Klasse mit Krone